# Château de Mayragues
Le château de Mayragues ou Meyragues est un édifice fortifié de la Renaissance, situé dans la commune de Castelnau-de-Montmiral en France et inscrit aux monuments historiques depuis le 10 octobre 1961. Un pigeonnier est aussi inscrit. 
Il est le siège d'un domaine viticole de l'appellation Gaillac.

## Historique
Le site est très ancien, des tessons de poterie romaine ayant été trouvés dans les vignes du domaine. Un château médiéval a été bâti au XIIe siècle. Le château actuel résulte de l'agrandissement et embellissement effectué à partir de la Renaissance.
Le style de la construction actuelle date de la fin du XVIe siècle et du XVIIe siècle.

## Description

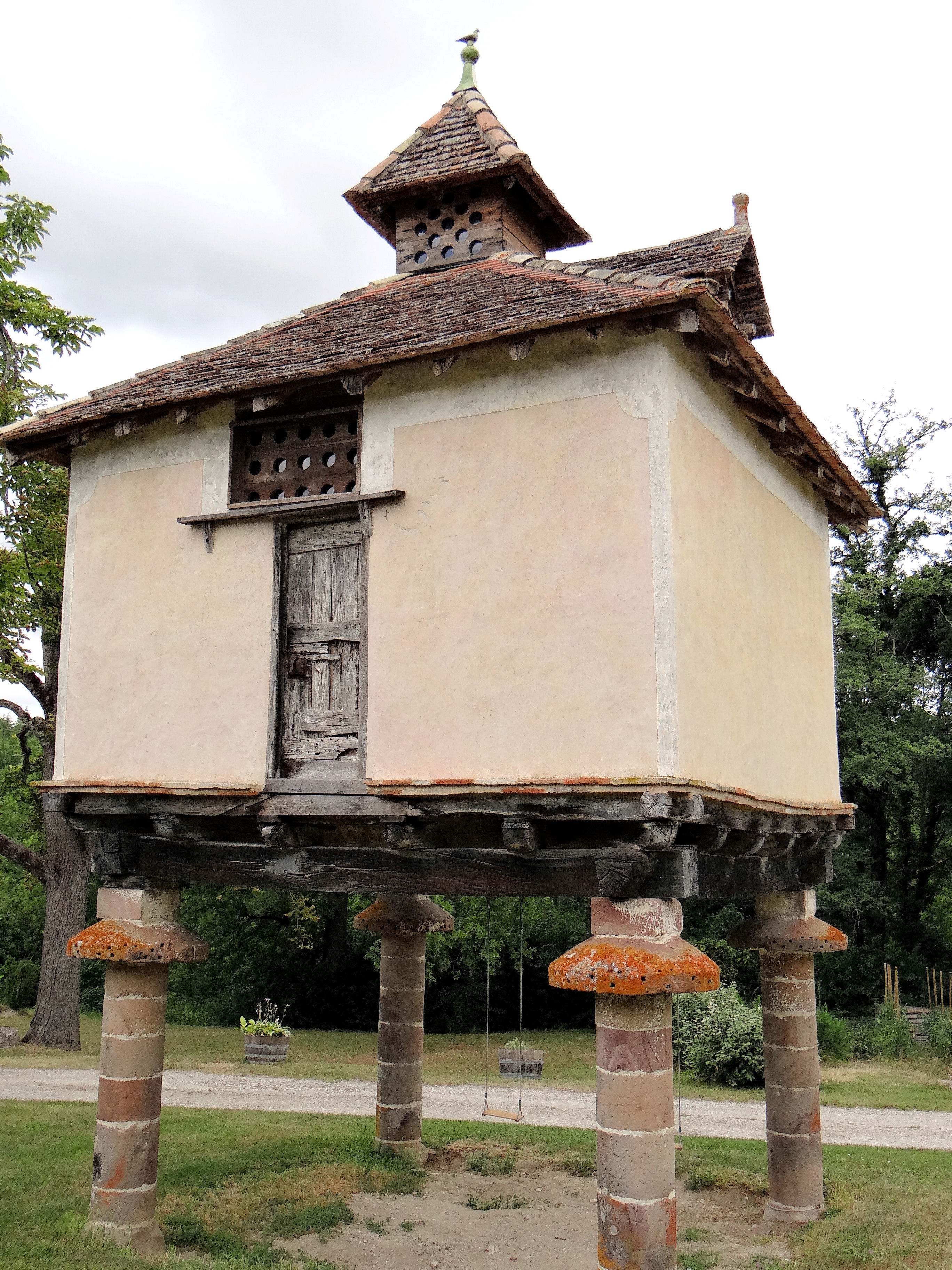
Pigeonnier classé.

Le château a une forme rectangulaire avec des tours à trois de ses angles : une ronde, une polygonale et la dernière ronde en encorbellement ; cette échauguette est la seule partie apparente en brique, le reste du bâtiment étant en pierre blanche. Il est haut de trois étages, le sommet étant un chemin de ronde à colombage.
Le portail est constitué d'une porte en bois à double battants encadrée de deux piliers soutenant un linteau en anse de panier surmonté d'un fronton triangulaire non fini. Il est percé d'un oculus. À côté du pôrtail, une reprise de maçonnerie signale que la bâtisse a été construite en deux fois. Les fenêtres à meneau sont simples, sans apparat.
À l'intérieur, un escalier majestueux en pierre traverse toute la profondeur du bâtiment. De part et d'autre, au rez-de-chaussée, comme au premier étage, de grandes pièces sont desservies par cet escalier. Ces lieux ont un temps souffert de leur usage de remise agricole, mais les propriétaires depuis 1980 ont restauré le château et mis en valeur les plafonds à la française peints et deux cheminées : une ornée d'une peinture de 1686, l'autre de sculptures.
Le pigeonnier situé à proximité, dans le parc, est construit sur quatre piliers de pierre. En haut des piliers, des pierres circulaires de plus gros diamètre constituent un barrage à l'escalade des rats, friands de jeunes pigeonneaux. Le bâtiment lui-même est en bois à embouts sculptés. Les murs sont crépis. La toiture à clocheton est à tuiles plates.

## Domaine viticole
Les vins du domaine sont produits en biodynamie depuis 1999.  Les cépages exploités sont les quatre cépages historiques du vignoble de Gaillac : mauzac B et lendelel B en blanc, duras N et braucol N en rouge. 
Les vins produits donnent une idée de la vaste palette des vins de Gaillac : vins rouges, vins blancs secs, vin blanc doux et vin effervescent.
Le château abrite des chambres d'hôtes avec accès sur le chemin de ronde.

## Sources